# Helina leai
Helina leai är en tvåvingeart som beskrevs av Malloch 1926. Helina leai ingår i släktet Helina och familjen husflugor. Inga underarter finns listade i Catalogue of Life.